# Otto Tschumi (Maler)
Otto Tschumi (* 4. August 1904 in Bittwil, Gemeinde Seeberg; † 18. Februar 1985 in Bern) war ein Schweizer Kunstmaler. Er gilt als  bedeutender Vertreter des Surrealismus in der Schweiz.

## Leben
Tschumi wuchs in einfachen Verhältnissen in der Stadt Bern auf und besuchte dort die obligatorischen Schulen. Die Ausbildungen zum Schriftenmaler und zum Lithografen brach er beide ab. Trotzdem konnte er seinen Lebensunterhalt als Grafiker verdienen. Autodidaktisch begann er in den 1920er Jahren, seinen Stil als Maler zu entwickeln. Er heiratete 1933 die Tänzerin Beatrice Gutekunst, Tochter des renommierten Berner Kunstauktionators Richard Gutekunst. Er zog mit seiner Frau nach Paris, wo sie von 1936 bis 1940 lebten. Dank der guten Verbindungen seines Schwiegervaters fand Tschumi schnell Kontakt zu Max Ernst, Hans Arp und anderen Surrealisten. Unter ihrem künstlerischen Einfluss entwickelte Tschumi in dieser Zeit seine eigene Formensprache.
1946 durfte er zum ersten Mal in der Kunsthalle Bern ausstellen. Danach wurde ihm in der Schweiz alle paar Jahre eine grosse Einzelausstellung  gewidmet. International wurde er spätestens 1960 mit seinem Beitrag zur Biennale di Venezia bekannt. Nach seinem Tod wurde er 1987 in Retrospektiven im Kunstmuseum Bern und in der Kunsthalle Nürnberg gewürdigt.